# Hospital Provincial de Pontevedra
El Hospital Provincial de Pontevedra es un hospital de titularidad pública y un edificio que entró en servicio en el año 1897 en la ciudad española de Pontevedra. Pertenece al Complejo Hospitalario Universitario de Pontevedra (CHUP) y está situado en la calle Doctor Loureiro Crespo.

## Historia
Los orígenes del Hospital Provincial se remontan al hospital de Pontevedra fundado en 1439 por disposición testamentaria de Teresa Pérez Fiota, llamado Hospital del Cuerpo de Dios. Desde 1597 los Hermanos de San Juan de Dios lo regentaron con el nombre de Hospital del Corpus Christi y San Juan de Dios hasta 1896.
Tras la desamortización española de Mendizábal, en 1849, el hospital (situado en la manzana de la calle Real y la plaza de Curros Enríquez) pasó a ser propiedad del ayuntamiento de Pontevedra. Debido al deterioro del edificio del Hospital de San Juan de Dios y con el fin de recaudar fondos para completar la construcción de un nuevo hospital, el ayuntamiento decidió demolerlo y construir el nuevo hospital en un solar de la carretera de Orense (actual calle Doctor Loureiro Crespo).
El nuevo Hospital de Pontevedra fue promovido por el médico Ángel Cobián Areal, alcalde de la ciudad entre 1891 y 1893. La decisión de crear este hospital fue tomada por el ayuntamiento en 1890. En 1893 se adquirieron terrenos situados en la carretera a Orense para levantar el nuevo hospital. El proyecto de construcción se encargó al ingeniero de caminos León Domercq Alzúa, responsable de la jefatura provincial de obras públicas y de la junta de obras del puerto, y fue dirigido por el arquitecto Siro Borrajo Montenegro. Las obras comenzaron el 1 de marzo de 1894 y se construyó en dos fases. El nuevo edificio se inauguró el 14 de diciembre de 1897. Una de las primeras radiografías en Galicia se realizó en 1897, dos años después del descubrimiento de los rayos X en 1895. Las obras de la galería y la capilla del hospital se subastaron en 1898 y se terminaron en 1904.
El hospital del ayuntamiento se convirtió en Hospital Provincial en 1926 y pasó a ser propiedad de la Diputación Provincial de Pontevedra en 1928. En 1936, el hospital se utilizó principalmente como hospital de guerra. A partir de entonces, se realizaron sucesivas ampliaciones y se construyeron nuevos edificios. En 1996, el hospital fue transferido al Servicio Gallego de Salud (Sergas) y su gestión fue asumida por la Junta de Galicia.

## Descripción

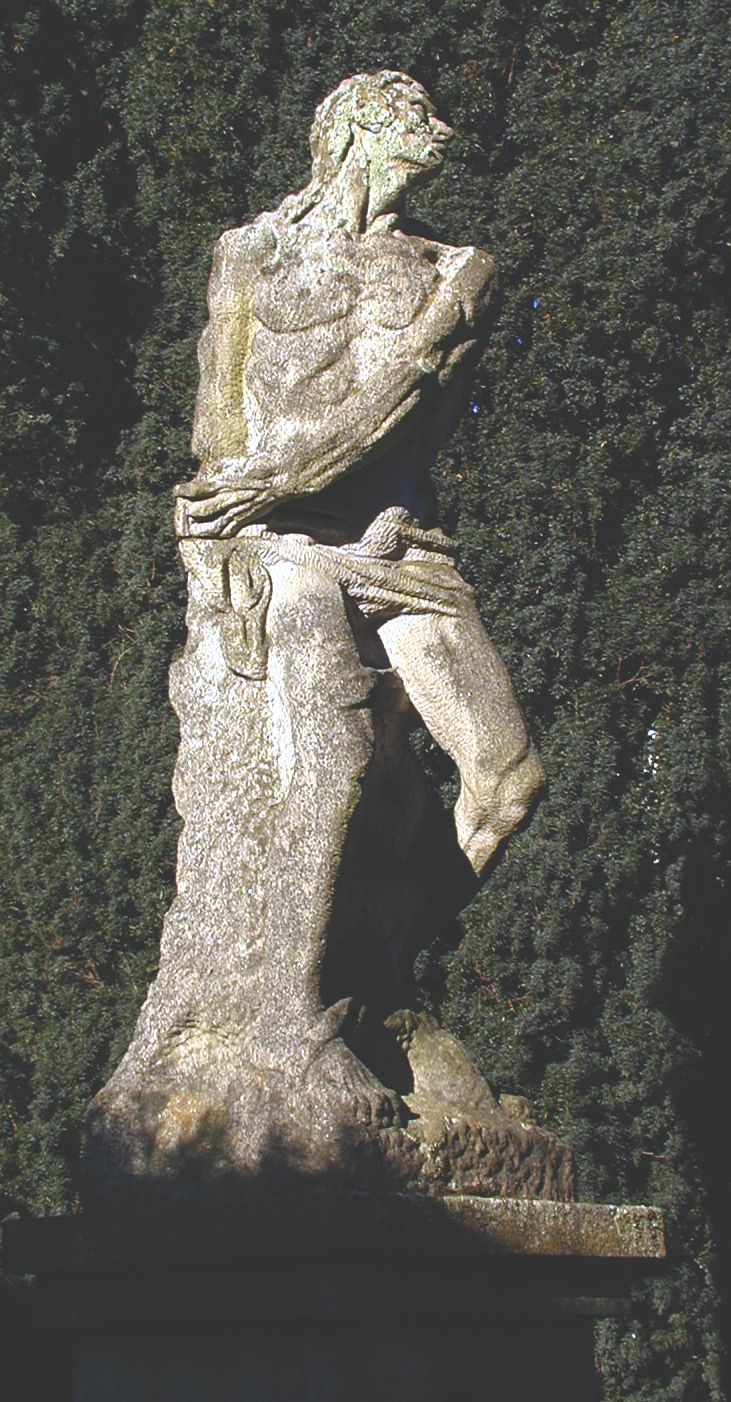
Estatua de Manuel Barreiro Cabanelas

Es un edificio de grandes dimensiones, originalmente en forma de H y de dos plantas de altura, con añadidos posteriores. En la actualidad, el edificio original tiene tres plantas y el conjunto cuenta con añadidos posteriores de diferentes épocas del siglo XX.
El edificio original, obra de León Domercq y Siro Borrajo, constaba de planta baja, primer piso y sótano. Se trata de un edificio macizo de mampostería de granito con múltiples vanos con marcos sencillos en todas las fachadas. Los muros están enlucidos en blanco con mortero de cal, dejando sólo visible el granito en los marcos de ventanas y puertas.
La entrada principal tiene un cuerpo central saliente sobre el que destaca una torre (añadida al edificio original) con tejado en forma de aguja, en cuyas cuatro paredes hay cuatro relojes. El antiguo Hospital de San Juan de Dios, que fue sustituido por el Hospital Provincial, también tenía un reloj, que se instaló en la torre norte de la Iglesia de la Virgen Peregrina cuando se derribó el edificio para construir el nuevo hospital.
La entrada principal del hospital está presidida por una amplia escalinata central de acceso al edificio, en cuyo primer rellano se encuentra la estatua dedicada a Manuel Barreiro Cabanelas (gran benefactor del hospital), realizada en 1942 por el escultor Francisco Asorey.
Fue uno de los primeros hospitales en disponer de rayos X, calefacción y electricidad.

## Galería de imágenes

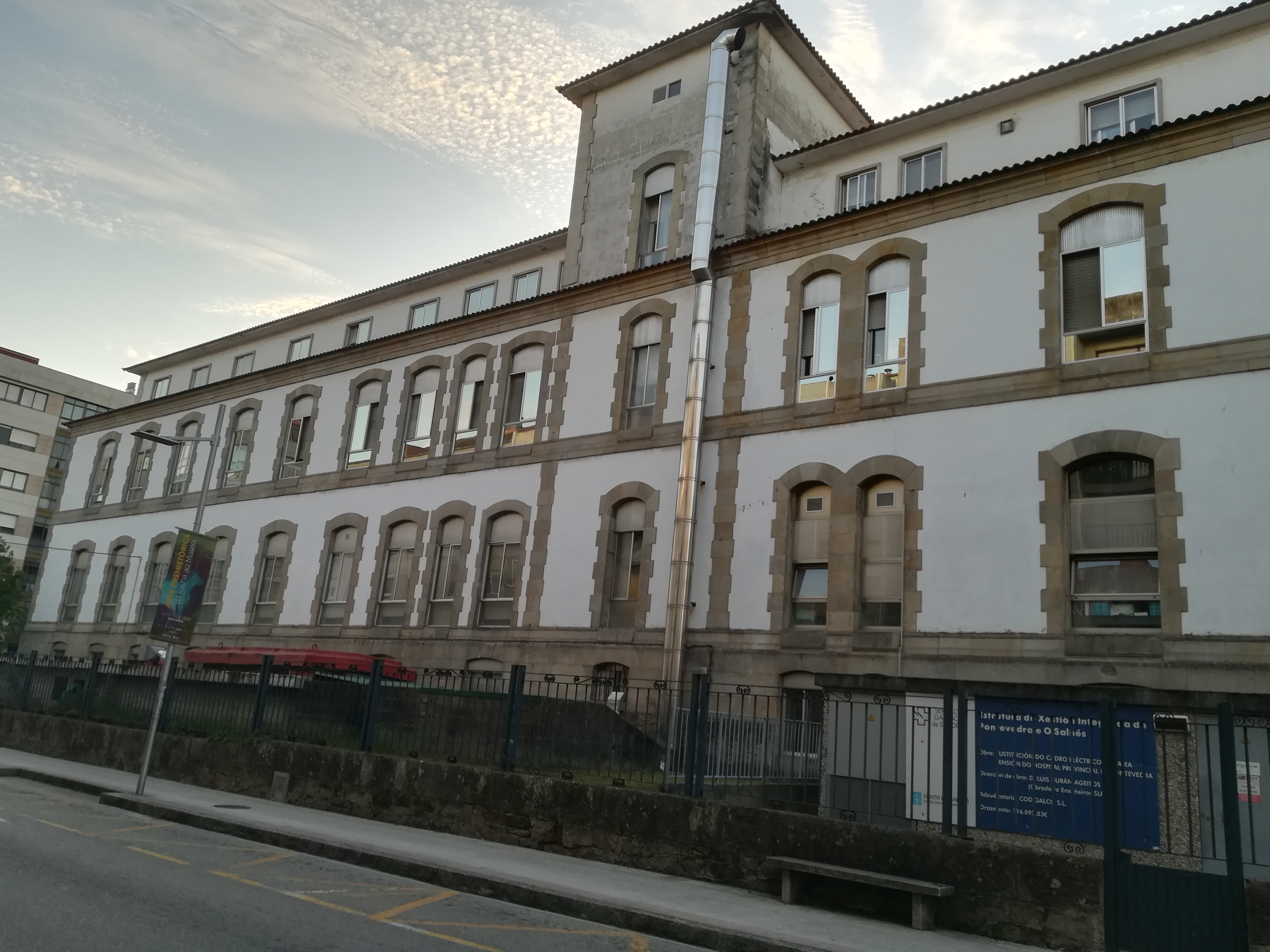
Parte de la fachada oeste
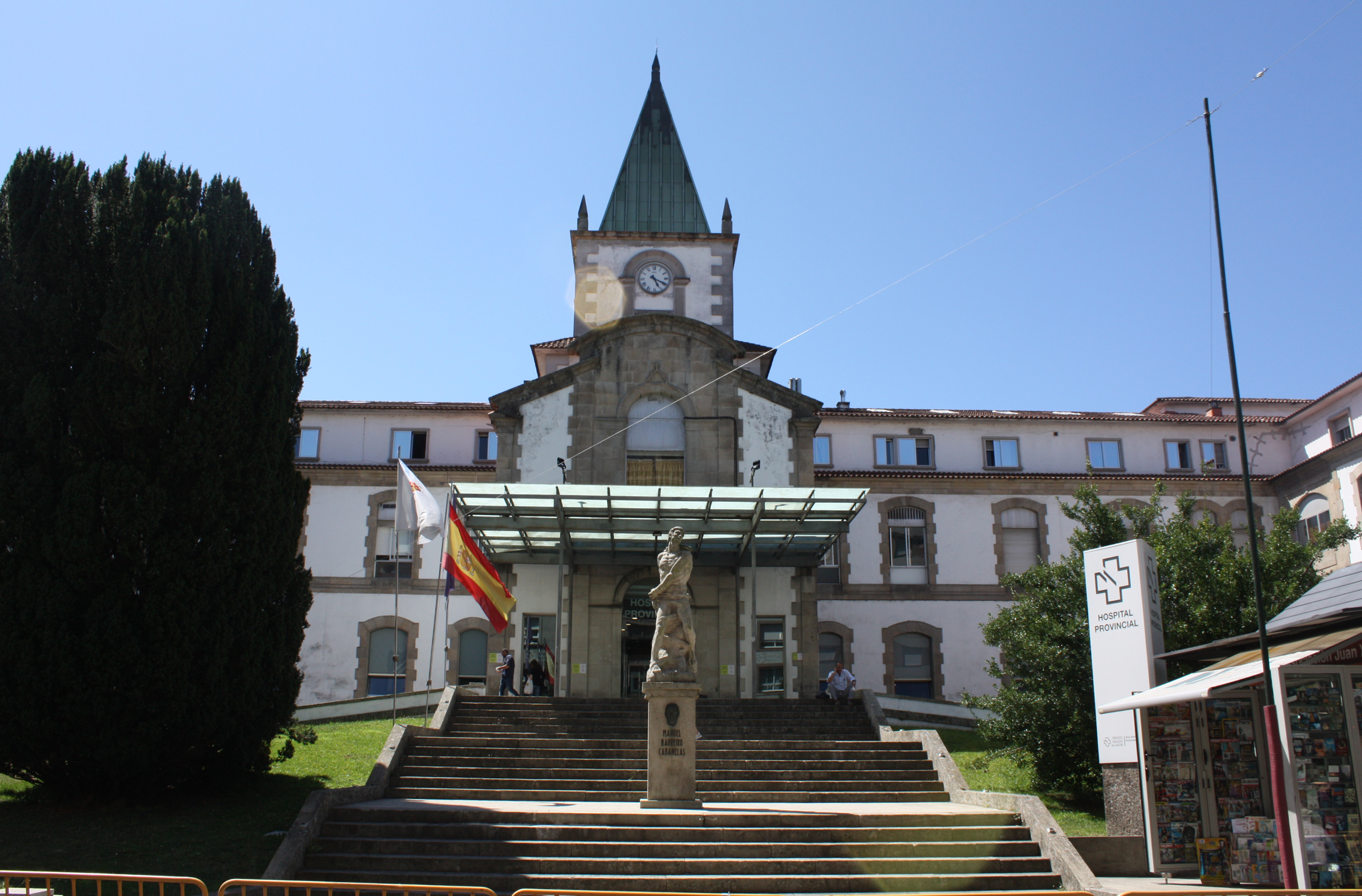
Fachada principal
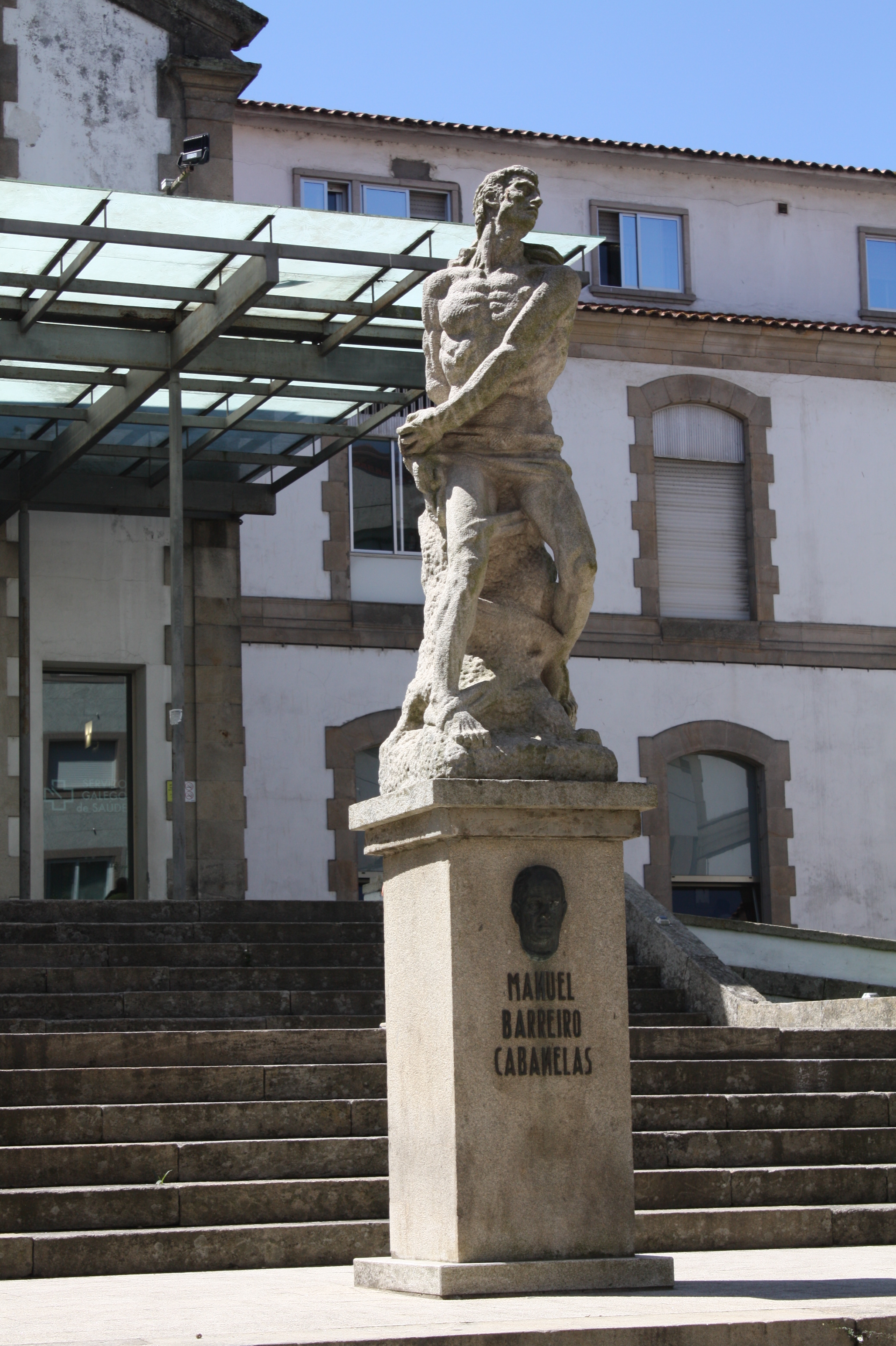
Escultura de Francisco Asorey de 1942